# Правило 78
Правило 78 (англ. rule of 78; нім. Regel 78; фр. regle de 78; рос. правило 78) – метод обчислення розподілу щомісячних процентних платежів за споживчим кредитом на весь термін (строк) цього кредиту.
 
Передбачувана сума відсотків на кожен період кредитування визначається шляхом множення сукупної суми відсотків на дріб, в якій число платіжних періодів – в чисельнику, а сума їх порядкових номерів – в знаменнику.

Метод також відомий як метод суми по цифрах.
 
Назва  «Правило 78» походить від загальної кількості місячних відсотків, яка розраховується за рік (перший місяць = 1, а другий місяць = 2, і т. д.). 
За рік кредитування сума чисел від 1 до 12 становить 78 (1 + 2 + 3 +…+12 = 78).
 
У випадку 2-річної (24 місяці) позики сума дорівнює 300. 
Сума чисел від 1 до n визначається рівнянням n * (n + 1) / 2. Якщо n було 24, сума чисел від 1 до 24 становить 24 * (24 + 1) / 2 = 12 x 25 = 300.

## Формула для розрахунку відсотків за кредитом
{\displaystyle u=f\times k{\frac {k+1}{n(n+1)}}}
де: 
- {\displaystyle u} - це сума всіх процентних зобов'язань за контрактом,
- {\displaystyle f} - це кількість місяців дострокового погашення,
- {\displaystyle k} - це загальна кількість місяців терміну (часу) кредитування.

Наприклад, при річному кредиті і щомісячній виплаті відсотків і погашення частини основного боргу за перший місяць виплачується 12/78 від суми відсотків, за другий - 11/78 і т. д. При цьому, процентні платежі поступово зменшуються при рівномірних витратах з погашення основної суми боргу.

## Історія
Найбільш раннє офіційне використання правила 78-х років для розрахунку непогашеної частини фінансової суми кредиту було в 1935 році. Більшість кредитів у 1935 році мали невеликі суми з низькими відсотковими ставками на короткі періоди часу. Це зменшило вартість розрахунків за кредитами в докомп'ютерну епоху та добре підходило для кредитів невеликих, коротких та низьких процентів на той час.
У Сполучених Штатах використання Правила 78 заборонено у зв'язку з рефінансуванням іпотечних кредитів та іншими споживчими кредитами, терміном яких перевищує 61 місяць.